# Mikko Uusipaikka
Mikko Uusipaikka, né le 22 mars 1976 à Toholampi, est un biathlète finlandais.

## Biographie
Il commence sa carrière dans la Coupe du monde à Hochfilzen en 1998. Peu après, il marque ses premiers points à Brezno (21e), avant de monter sur le podium du relais disputé à Ruhpolding avec Ville Raikkonen, Paavo Puurunen et Vesa Hietalahti.
Il prend part aux Championnats du monde en 1999 et 2000. 
En 2003, il prend part à quelques courses de Coupe du monde après deux ans d'absence, avant de prendre sa retraite sportive.

## Palmarès

### Championnats du monde
| Épreuve / Édition              | individuel | Sprint | Poursuite | Départ en masse | Relais |
| Mondiaux 1999 Kontiolahti Oslo | -          | 45e    | 57e       | -               | 6e     |
| Mondiaux 2000 Oslo Lahti       | 50e        | -      | -         | -               | -      |

Légende :

— : pas de participation à cette épreuve

### Coupe du monde
- Meilleur classement général : 60e en 1999.
- Meilleur résultat individuel : 21e.
- 1 podiums en relais : 1 troisième place.

#### Classements annuels
| Année | Classement général final |
| 1999  | 60e                      |